# Uncaged
Uncaged é o terceiro álbum de estúdio da banda Zac Brown Band, lançado no dia 7 de julho de 2012 através da Atlantic Records. O disco estreou na primeira posição da tabela musical Billboard 200 dos Estados Unidos, com 234 mil cópias vendidas.

## Obra de arte
A capa apresenta Our Lady of Merciful Fate, do artista Brandon Maldonado, em 2009.

## Lista de faixa
| N.º            | Título                                  | Duração |  |
| 1.             | "Jump Right In"                         | 3:00    |  |
| 2.             | "Uncaged"                               | 3:30    |  |
| 3.             | "Goodbye in Her Eyes"                   | 5:24    |  |
| 4.             | "The Wind"                              | 2:56    |  |
| 5.             | "Island Song"                           | 3:43    |  |
| 6.             | "Sweet Annie"                           | 4:38    |  |
| 7.             | "Natural Disaster"                      | 3:02    |  |
| 8.             | "Overnight" (featuring Trombone Shorty) | 4:44    |  |
| 9.             | "Lance's Song"                          | 4:35    |  |
| 10.            | "Day That I Die" (featuring Amos Lee)   | 4:53    |  |
| 11.            | "Last But Not Least"                    | 3:42    |  |
| Duração total: | Duração total:                          | 44:08   |  |

## Equipe
Zac Brown Band
- Coy Bowles - guitarra elétrica, guitarra slide, guitarra ressonadora, órgão Hammond
- Zac Brown - violão, vocal principal, guitarra elétrica
- Clay Cook - violão, guitarra elétrica, órgão Hammond, piano, back-up vocals, Fender Rhodes, pedal steel, co-vocal principal em "Last But Not Least"
- Daniel de los Reyes - congas, shakers, timbales, cowbell, pandeiro, sinos, triângulo
- Jimmy de Martini - violino, vocais de apoio
- Chris Fryar - bateria
- John Driskell Hopkins - baixo, back-up vocais, baixo vertical

Músicos convidados
- Matt Mangano - baixo em "Island Song"
- Tim McFatter - saxofone tenor em "Overnight"
- Dan Oestreicher - saxofone barítono em "Overnight"
- Trombone Shorty - trombone e trompete em "Overnight"
- Amos Lee - co-vocalista em "The Day That I Die"